# The Virgin of Stamboul
The Virgin of Stamboul is een Amerikaanse dramafilm uit 1920 onder regie van Tod Browning. Destijds werd de film in Nederland uitgebracht onder de titel De bedelares van Stamboel.

## Verhaal
Kapitein Pemberton wordt verliefd op Sari, een beeldschone bedelares uit Constantinopel. Op een dag ziet Sari hoe de rijke sjeik Achmet Hamid een jonge Amerikaan doodslaat. Om haar het zwijgen op te leggen besluit de sjeik om Sari in zijn harem op te nemen, maar zij weigert in te gaan op diens aanbod. Als kapitein Pemberton vervolgens terugkeert uit de woestijn, laat hij hen beiden opsluiten. Sari kan ontsnappen en gaat hulp halen bij de manschappen van Pemberton.

## Rolverdeling
| Acteur           | Personage                   |
| ---------------- | --------------------------- |
| Priscilla Dean   | Sari                        |
| Wheeler Oakman   | Kapitein Carlisle Pemberton |
| Wallace Beery    | Sjeik Achmet Hamid          |
| Clyde Benson     | Gezant                      |
| E. Alyn Warren   | Yusef Bey                   |
| Nigel De Brulier | Kapitein Kassan             |
| Edmund Burns     | Hector Baron                |
| Eugenie Forde    | Agia                        |
| Ethel Ritchie    | Resha                       |
| Yvette Mitchell  |                             |